# Alvarenga (Lousada)
Alvarenga ist eine Gemeinde (Freguesia) im portugiesischen Kreis (Concelho) von Lousada. In ihr leben 1286 Einwohner (Stand 30. Juni 2011).

## Geschichte
Erstmals erwähnt wurde der Ort in den königlichen Erhebungen von 1258.

## Kultur und Sehenswürdigkeiten
Die einschiffige barocke Gemeindekirche Igreja Matriz de Alvarenga (nach ihrer Schutzpatronin auch Igreja de Santa Maria) stammt aus dem 17. Jahrhundert.
An Kunsthandwerk werden im Ort traditionell geflochtene Korbwaren hergestellt.